# Eurovision Song Contest 1992
Der 37. Eurovision Song Contest fand am 9. Mai 1992 im Malmö Isstadion (dt. ‚Eisstadion‘) in Malmö statt. Irland gewann mit Why Me, das von Johnny Logan komponiert und von Linda Martin gesungen wurde.

## Besonderheiten
Für Deutschland trat die Gruppe Wind mit dem Titel Träume sind für alle da auf, der auf dem 16. Platz landete. Österreichs Tony Wegas kam mit Zusammen geh’n auf Platz 10.
Zu Schwierigkeiten kam es um den eigentlichen Gewinner der Schweizer Vorentscheidung: Das Lied wurde bereits beim westschweizerischen TSR eingereicht, aber nicht angenommen. So wurde eine deutsche Version des ursprünglich französischen Liedes beim TV DRS eingereicht, die es dann zur Vorentscheidung schaffte und dort auch gewann. Als jedoch herauskam, dass das Lied zweimal bei Schweizer Fernsehstationen eingereicht worden war, wurde Soleil, Soleil von Géraldine Olivier nachträglich disqualifiziert. Dafür durfte die Zweitplatzierte Daisy Auvray nachrücken. Ihr Mister Music Man landete nur auf Platz 15 vor Deutschland.
Außerdem erlebte der Gastgeber eine große Enttäuschung: I morgon är en annan dag von Christer Björkman kam nur auf Platz 22, damit wurde Schweden Vorletzter.
Der Zerfall Jugoslawiens hatte auch Auswirkungen auf den Eurovision Song Contest. Zum ersten und einzigen Mal nahm die Bundesrepublik Jugoslawien am Wettbewerb teil, zugleich auch die letzte Teilnahme Jugoslawiens unter diesem Namen. Slowenien, Bosnien-Herzegowina und Kroatien kehrten ab 1993 als jeweils eigenständige Teilnehmer zurück, Mazedonien ab 1998. Serbien und Montenegro nahmen unter neuem Namen in den Jahren 2004 und 2005 wieder teil, ab 2007 dann als jeweils unabhängige Staaten.

## Teilnehmer

Teilnehmende Länder
Länder, die bereits an einem früheren ESC teilgenommen hatten, aber nicht im Jahr 1992

Die Niederlande nahmen nach einem Jahr Pause wieder teil, sodass mit 23 teilnehmenden Ländern ein neuer Rekord aufgestellt wurde.

### Wiederkehrende Interpreten
| Land           | Interpret                                                 | Vorherige(s) Teilnahmejahr(e)     |
| -------------- | --------------------------------------------------------- | --------------------------------- |
| BR Deutschland | Wind                                                      | 1985 • 1987                       |
| Finnland       | Pave                                                      | Begleitung: 1982 und 1983         |
| Irland         | Linda Martin                                              | 1984                              |
| Island         | Sigríður Beinteinsdóttir (als Mitglied von Heart 2 Heart) | 1990 (als Mitglied von Stjórnin)  |
| Island         | Grétar Örvarsson (als Mitglied von Heart 2 Heart)         | 1990 (als Mitglied von Stjórnin)  |
| Italien        | Mia Martini                                               | 1977                              |
| Luxemburg      | Rom Heck (als Mitglied von Kontinent)                     | 1989 (als Mitglied von Park Café) |
| Zypern         | Evridiki                                                  | Begleitung: 1983, 1986 und 1987   |

### Dirigenten
Jedes Lied wurde mit Live-Musik begleitet bzw. kam Live-Musik zum Einsatz – folgende Dirigenten leiteten das Orchester bei dem jeweiligen Land:
- Spanien – Javier Losada
- Belgien – Frank Fievez
- Israel – Kobi Oshrat
- Türkei – Aydın Özarı
- Griechenland – Haris Andreadis
- Frankreich – Magdi Vasco Noverraz
- Schweden – Anders Berglund
- Portugal – Carlos Alberto Moniz
- Zypern – George Theophanous
- Malta – Paul Abela
- Island – Nigel Wright
- Finnland – Olli Ahvenlahti
- Schweiz – Roby Seidel
- Luxemburg – Christian Jacob
- Österreich – Leon Ives
- Vereinigtes Königreich – Ronnie Hazlehurst
- Irland – Noel Kelehan
- Dänemark – Henrik Krogsgård
- Italien – Marco Falagiani
- BR Jugoslawien – Anders Berglund
- Norwegen – Rolf Løvland
- Deutschland – Norbert Daum
- Niederlande – Harry van Hoof

## Abstimmungsverfahren
In jedem Land gab es eine Jury, die zunächst die zehn besten Lieder intern ermittelte. Danach vergaben die einzelnen Jurys 12, 10, 8, 7, 6, 5, 4, 3, 2 Punkte und 1 Punkt an diese zehn besten Lieder.

## Platzierungen
| Platz | Startnr. | Land                   | Interpret                     | Lied Musik (M) und Text (T)                                                    | Sprache                | Übersetzung (inoffiziell)        | Punkte |
| ----- | -------- | ---------------------- | ----------------------------- | ------------------------------------------------------------------------------ | ---------------------- | -------------------------------- | ------ |
| 01.   | 17       | Irland                 | Linda Martin                  | Why Me? M/T: Johnny Logan                                                      | Englisch               | Warum ich?                       | 155    |
| 02.   | 16       | Vereinigtes Königreich | Michael Ball                  | One Step Out of Time M/T: Paul Davies, Tony Ryan, Victor Stratton              | Englisch               | Ein Schritt aus der Zeit         | 139    |
| 03.   | 10       | Malta                  | Mary Spiteri                  | Little Child M: Georgina Abela; T: Raymond Mahoney                             | Englisch a             | Kleines Kind                     | 123    |
| 04.   | 19       | Italien                | Mia Martini                   | Rapsodia M: Giuseppe Dati; T: Giancarlo Bigazzi                                | Italienisch            | Rhapsodie                        | 111    |
| 05.   | 05       | Griechenland           | Cleopatra Κλεοπάτρα           | Olou tou kosmou i elpida (Όλου του κόσμου η Ελπίδα) M/T: Hristos Lagos         | Griechisch             | Die Hoffnung auf der ganzen Welt | 094    |
| 06.   | 03       | Israel                 | Dafna דפנה                    | Ze rak sport (זה רק ספורט) M: Kobi Oshrat; T: Ehud Manor                       | Hebräisch              | Es ist nur Sport                 | 085    |
| 07.   | 11       | Island                 | Heart 2 Heart                 | Nei eða já M: Grétar Örvarsson, Friðrik Karlsson; T: Stefán Hilmarsson         | Isländisch             | Ja oder nein                     | 080    |
| 08.   | 06       | Frankreich             | Kali                          | Monté la riviè M: Kali; T: Kali, Rémy Bellenchombre                            | Kreolisch, Französisch | Geh den Fluss hinauf             | 073    |
| 09.   | 23       | Niederlande            | Humphrey Campbell             | Wijs me de weg M/T: Edwin Schimscheimer                                        | Niederländisch         | Zeig mir den Weg                 | 067    |
| 10.   | 15       | Österreich             | Tony Wegas                    | Zusammen geh’n M: Dieter Bohlen; T: Joachim Horn-Bernges                       | Deutsch                | —                                | 063    |
| 11.   | 09       | Zypern                 | Evridiki Ευριδίκη             | Teriazoume (Ταιριάζουμε) M/T: Giorgos Theofanous, Leonidas Malenis             | Griechisch             | Wir vertragen uns                | 057    |
| 12.   | 18       | Dänemark               | Lotte Nilsson og Kenny Lübcke | Alt det som ingen ser M/T: Carsten Warming                                     | Dänisch                | All das, was niemand sieht       | 047    |
| 13.   | 20       | BR Jugoslawien         | Extra Nena Екстра Нена        | Ljubim te pesmama (Љубим те песмама) M: Radivoje Radivojević; T: Gale Janković | Serbisch               | Ich küsse dich mit Liedern       | 044    |
| 14.   | 01       | Spanien                | Serafín Zubiri                | Todo esto es la música M: Luis Miguélez, Alfredo Valbuena; T: Luis Miguélez    | Spanisch               | Musik ist all das                | 037    |
| 15.   | 13       | Schweiz                | Daisy Auvray                  | Mister Music Man M/T: Gordon Dent                                              | Französisch b          | Herr Musikmann                   | 032    |
| 16.   | 22       | Deutschland            | Wind                          | Träume sind für alle da M: Ralph Siegel; T: Bernd Meinunger                    | Deutsch                | —                                | 027    |
| 17.   | 08       | Portugal               | Dina                          | Amor d’água fresca M: Ondina Veloso; T: Rosa Lobato de Faria                   | Portugiesisch          | Frischwasserliebe                | 026    |
| 18.   | 21       | Norwegen               | Merethe Trøan                 | Visjoner M: Robert Morley; T: Eva Jansen                                       | Norwegisch             | Visionen                         | 023    |
| 19.   | 04       | Türkei                 | Aylin Vatankoş                | Yaz bitti M: Aldoğan Şimşekyay; T: Aylin Uçanlar                               | Türkisch               | Der Sommer ist vorbei            | 017    |
| 20.   | 02       | Belgien                | Morgane                       | Nous, on veut des violons M: Claude Barzotti; T: Anne-Marie Gaspard            | Französisch            | Wir wollen Geigen                | 011    |
| 21.   | 14       | Luxemburg              | Marion Welter an Kontinent    | Sou fräi M/T: Jang Linster, Ab van Goor                                        | Luxemburgisch          | So frei                          | 010    |
| 22.   | 07       | Schweden               | Christer Björkman             | I morgon är en annan dag M/T: Niklas Strömstedt                                | Schwedisch             | Morgen ist ein anderer Tag       | 009    |
| 23.   | 12       | Finnland               | Pave                          | Yamma-Yamma M: Pave Maijanen; T: Hector                                        | Finnisch               | —                                | 004    |

## Punktevergabe
| Land | Abstimmungsergebnisse | Abstimmungsergebnisse | Abstimmungsergebnisse | Abstimmungsergebnisse | Abstimmungsergebnisse | Abstimmungsergebnisse | Abstimmungsergebnisse | Abstimmungsergebnisse | Abstimmungsergebnisse | Abstimmungsergebnisse | Abstimmungsergebnisse | Abstimmungsergebnisse | Abstimmungsergebnisse | Abstimmungsergebnisse | Abstimmungsergebnisse | Abstimmungsergebnisse | Abstimmungsergebnisse | Abstimmungsergebnisse | Abstimmungsergebnisse | Abstimmungsergebnisse | Abstimmungsergebnisse | Abstimmungsergebnisse | Abstimmungsergebnisse | Abstimmungsergebnisse | Abstimmungsergebnisse |
| Land | Punkte                | ES                    | BE                    | IL                    | TK                    | GR                    | FR                    | SE                    | PT                    | CY                    | MT                    | IS                    | FI                    | CH                    | LU                    | AT                    | UK                    | IE                    | DK                    | IT                    | YU                    | NO                    | DE                    | NL                    | Votings               |
| --- | --------------------- | --------------------- | --------------------- | --------------------- | --------------------- | --------------------- | --------------------- | --------------------- | --------------------- | --------------------- | --------------------- | --------------------- | --------------------- | --------------------- | --------------------- | --------------------- | --------------------- | --------------------- | --------------------- | --------------------- | --------------------- | --------------------- | --------------------- | --------------------- | --------------------- |
| Spanien | 037                   |                       | 1                     | –                     | 1                     | 4                     | 6                     | –                     | –                     | –                     | 2                     | –                     | 3                     | –                     | 3                     | 2                     | 1                     | –                     | 1                     | 7                     | –                     | 5                     | –                     | 1                     | 13                    |
| Belgien | 011                   | 3                     |                       | –                     | 4                     | –                     | 3                     | –                     | –                     | –                     | –                     | –                     | –                     | –                     | 1                     | –                     | –                     | –                     | –                     | –                     | –                     | –                     | –                     | –                     | 04                    |
| Israel | 085                   | 10                    | –                     |                       | 2                     | –                     | 8                     | 4                     | 7                     | 4                     | 7                     | –                     | –                     | 4                     | 8                     | 1                     | 7                     | –                     | 2                     | –                     | 12                    | 2                     | 4                     | 3                     | 16                    |
| Türkei | 017                   | –                     | –                     | –                     |                       | –                     | –                     | –                     | –                     | –                     | 8                     | –                     | –                     | –                     | –                     | –                     | –                     | 3                     | –                     | –                     | 6                     | –                     | –                     | –                     | 03                    |
| Griechenland | 094                   | –                     | –                     | 7                     | 8                     |                       | 7                     | 3                     | 5                     | 12                    | –                     | 2                     | 5                     | 10                    | –                     | 4                     | –                     | –                     | –                     | 12                    | 7                     | 8                     | –                     | 4                     | 14                    |
| Frankreich | 073                   | 6                     | –                     | 12                    | 3                     | –                     |                       | –                     | –                     | 3                     | –                     | –                     | 7                     | 12                    | –                     | –                     | –                     | 5                     | –                     | 6                     | –                     | 10                    | 3                     | 6                     | 11                    |
| Schweden | 009                   | –                     | –                     | –                     | –                     | –                     | 1                     |                       | –                     | –                     | –                     | –                     | –                     | –                     | –                     | –                     | –                     | –                     | 4                     | –                     | 4                     | –                     | –                     | –                     | 03                    |
| Portugal | 026                   | –                     | –                     | 8                     | –                     | 2                     | –                     | –                     |                       | –                     | –                     | –                     | 2                     | –                     | –                     | –                     | –                     | –                     | –                     | 1                     | 5                     | –                     | 8                     | –                     | 06                    |
| Zypern | 057                   | –                     | –                     | 3                     | –                     | 10                    | 2                     | –                     | 2                     |                       | 1                     | –                     | 8                     | 2                     | –                     | –                     | –                     | 6                     | –                     | 4                     | 8                     | 3                     | –                     | 8                     | 12                    |
| Malta | 123                   | 12                    | 10                    | –                     | –                     | 7                     | –                     | 12                    | 12                    | 1                     |                       | 8                     | –                     | 5                     | 12                    | 8                     | –                     | 10                    | 8                     | 3                     | 10                    | –                     | –                     | 5                     | 15                    |
| Island | 080                   | 8                     | 4                     | 4                     | –                     | 6                     | –                     | 6                     | 6                     | –                     | –                     |                       | –                     | 3                     | 5                     | 7                     | 12                    | –                     | 5                     | 5                     | –                     | 1                     | 6                     | 2                     | 15                    |
| Finnland | 004                   | –                     | –                     | 1                     | –                     | –                     | –                     | –                     | –                     | –                     | –                     | –                     |                       | –                     | –                     | –                     | –                     | –                     | –                     | –                     | 3                     | –                     | –                     | –                     | 02                    |
| Schweiz | 032                   | –                     | 5                     | –                     | –                     | –                     | –                     | –                     | –                     | –                     | –                     | 12                    | –                     |                       | –                     | –                     | 4                     | 1                     | –                     | 10                    | –                     | –                     | –                     | –                     | 04                    |
| Luxemburg | 010                   | –                     | –                     | –                     | –                     | –                     | –                     | –                     | –                     | –                     | 10                    | –                     | –                     | –                     |                       | –                     | –                     | –                     | –                     | –                     | –                     | –                     | –                     | –                     | 01                    |
| Österreich | 063                   | 2                     | 8                     | –                     | –                     | 8                     | –                     | 1                     | 3                     | 8                     | 4                     | –                     | –                     | –                     | –                     |                       | 10                    | 12                    | 7                     | –                     | –                     | –                     | –                     | –                     | 10                    |
| Vereinigtes Königreich                                                                                                 | 139                   | 5                     | 12                    | 2                     | 10                    | –                     | 10                    | 5                     | –                     | 6                     | 6                     | 4                     | 6                     | 8                     | 7                     | 12                    |                       | 7                     | 12                    | 8                     | –                     | –                     | 12                    | 7                     | 18                    |
| Irland | 155                   | 1                     | 7                     | –                     | 12                    | 12                    | –                     | 10                    | 4                     | 5                     | 12                    | 7                     | 10                    | 6                     | 10                    | 10                    | 8                     |                       | 10                    | 2                     | 2                     | 7                     | 10                    | 10                    | 20                    |
| Dänemark | 047                   | 4                     | –                     | 6                     | –                     | –                     | –                     | 7                     | 1                     | –                     | –                     | 6                     | –                     | –                     | 6                     | 3                     | 3                     | –                     |                       | –                     | –                     | 6                     | 5                     | –                     | 10                    |
| Italien | 111                   | –                     | –                     | –                     | 5                     | 3                     | 12                    | 8                     | 8                     | 10                    | 5                     | 10                    | 12                    | 7                     | –                     | 6                     | –                     | –                     | –                     |                       | –                     | 12                    | 1                     | 12                    | 14                    |
| Jugoslawien | 044                   | –                     | –                     | 10                    | 6                     | 1                     | 5                     | –                     | –                     | 2                     | 3                     | 5                     | 4                     | –                     | 2                     | –                     | –                     | 4                     | –                     | –                     |                       | –                     | 2                     | –                     | 11                    |
| Norwegen | 023                   | –                     | 3                     | –                     | –                     | –                     | –                     | 2                     | –                     | –                     | –                     | 1                     | 1                     | –                     | 4                     | –                     | 5                     | –                     | 6                     | –                     | 1                     |                       | –                     | –                     | 08                    |
| Deutschland | 027                   | –                     | 6                     | –                     | –                     | –                     | –                     | –                     | 10                    | –                     | –                     | –                     | –                     | –                     | –                     | –                     | 6                     | 2                     | 3                     | –                     | –                     | –                     |                       | –                     | 05                    |
| Niederlande | 067                   | 7                     | 2                     | 5                     | 7                     | 5                     | 4                     | –                     | –                     | 7                     | –                     | 3                     | –                     | 1                     | –                     | 5                     | 2                     | 8                     | –                     | –                     | –                     | 4                     | 7                     |                       | 14                    |
| Die Tabelle ist senkrecht nach der Auftrittsreihenfolge geordnet, waagerecht nach der chronologischen Punkteverlesung. |                       |                       |                       |                       |                       |                       |                       |                       |                       |                       |                       |                       |                       |                       |                       |                       |                       |                       |                       |                       |                       |                       |                       |                       |                       |

### Statistik der Zwölf-Punkte-Vergabe
| Anzahl | Land                   | erhalten von                                |
| ------ | ---------------------- | ------------------------------------------- |
| 4      | Italien                | Finnland, Frankreich, Niederlande, Norwegen |
| 4      | Malta                  | Luxemburg, Portugal, Spanien, Schweden      |
| 4      | Vereinigtes Königreich | Belgien, Dänemark, Deutschland, Österreich  |
| 3      | Irland                 | Griechenland, Malta, Türkei                 |
| 2      | Frankreich             | Israel, Schweiz                             |
| 2      | Griechenland           | Italien, Zypern                             |
| 1      | Island                 | Vereinigtes Königreich                      |
| 1      | Israel                 | Jugoslawien                                 |
| 1      | Österreich             | Irland                                      |
| 1      | Schweiz                | Island                                      |

### Punktesprecher
| Nr. | Land                   | Sprecher              | Anmerkungen                                           |
| --- | ---------------------- | --------------------- | ----------------------------------------------------- |
| 01  | Spanien                | María Ángeles Balañac | Punktesprecherin 1991                                 |
| 02  | Belgien                |                       | –                                                     |
| 03  | Israel                 | Daniel Pe'er          | Israelischer Kommentator 1981 bis 1983, 1985 und 1986 |
| 04  | Türkei                 | Korhan Abay           | Moderator 2004                                        |
| 05  | Griechenland           |                       | –                                                     |
| 06  | Frankreich             | Olivier Minne         | –                                                     |
| 07  | Schweden               | Jan Jingryd           | –                                                     |
| 08  | Portugal               | Ana Zanatti           | Punktesprecherin 1987, Kommentatorin 1989             |
| 09  | Zypern                 | Anna Partelidou       | Punktesprecherin 1981 bis 1987 und seit 1989          |
| 10  | Malta                  | Anna Bonanno          | Maltesische Kommentatorin                             |
| 11  | Island                 |                       | –                                                     |
| 12  | Finnland               | Solveig Herlin        | Punktesprecherin 1982 bis 1984 und 1986 bis 1990      |
| 13  | Schweiz                | Michel Stocker        | Punktesprecher seit 1975                              |
| 14  | Luxemburg              |                       | –                                                     |
| 15  | Österreich             | Andy Lee Lang         | –                                                     |
| 16  | Vereinigtes Königreich | Colin Berry           | Punktesprecher 1977 bis 1979 und seit 1981            |
| 17  | Irland                 | Eileen Dunne          | Punktesprecherin 1989 bis 1991                        |
| 18  | Dänemark               |                       | –                                                     |
| 19  | Italien                |                       | –                                                     |
| 20  | BR Jugoslawien         |                       | –                                                     |
| 21  | Norwegen               |                       | –                                                     |
| 22  | Deutschland            | Carmen Nebel          | Moderatorin Ein Lied für Malmö                        |
| 23  | Niederlande            |                       | –                                                     |